# Yngvars saga víðförla

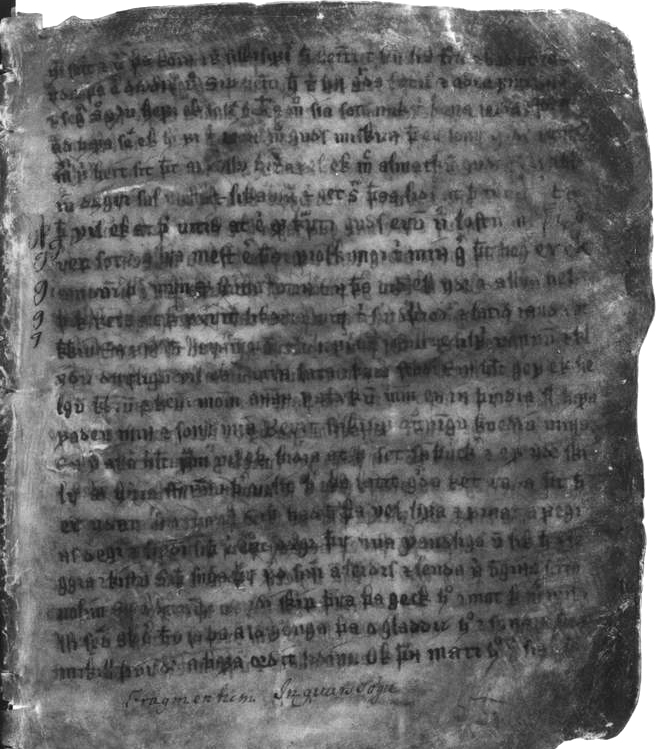
Un foglio del manoscritto GKS 2845 4° della Yngvars saga víðförla, collezione Árni Magnússon.

Yngvars saga víðförla (Saga di Ingvar il Viaggiatore) è una saga leggendaria che si dice sia stata scritta nel XII secolo da Oddr Snorrason. In passato gli studiosi sono stati scettici nei confronti di questa attribuzione, ma in anni recenti essa ha ottenuto maggiore accettazione.
La saga descrive quella che fu l'ultima campagna vichinga nel mar Caspio nel 1041, aggiungendo molta leggenda ai fatti storici. Questa spedizione fu lanciata dalla Svezia da Ingvar il Viaggiatore (Ingvar Vittfarne), che andò nella terra dei Saraceni (Serkland). Là, apparentemente egli e i suoi compagni presero parte alla battaglia georgiano-bizantina di Sasireti.
Ci sono molte pietre runiche di Ingvar erette in commemorazione dei guerrieri che morirono nell'incursione, per la maggior parte nella regione del lago Mälaren dell'Uppland in Svezia. Una pietra per il fratello di Ingvar indica che andò a oriente per l'oro ma che morì in terra saracena.